# Giovanni Antonio de Groot

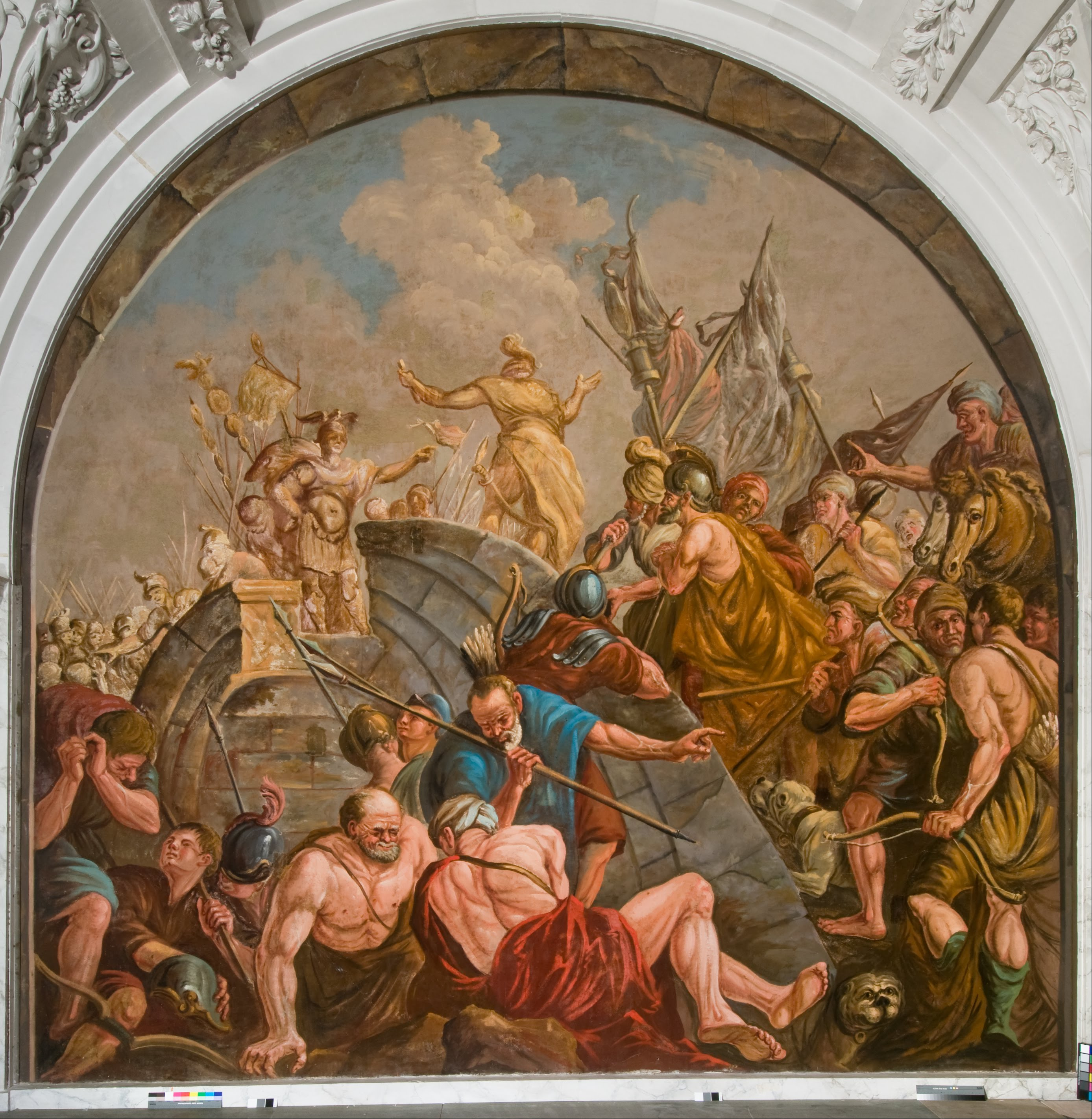
Die Friedensverhandlungen zwischen Claudius Civilis und Quintus Petillis Cerialis. Fresko im Paleis op de Dam in Amsterdam (um 1698)

Giovanni Antonio de Groot, auch de Grott (geboren 13. Juni 1664 in Arona; gestorben 17. Dezember 1712 in Scopa) war ein italienischer Maler niederländischer Herkunft.

## Leben
Giovanni Antonio de Groot war Sohn des aus Naarden in Holland stammenden Malers Riccardo de Groot und der Orsola de Capitani aus Arona. Zu de Groot gibt es wenig gesicherte Angaben, gemäß dem zeitgenössischen Mailänder Historiker Lazzaro Agostino Cotta (1706) lernte er die Malerei in Mailand, Rom und Venedig. 1694 reiste er wegen des väterlichen Erbes in die Niederlande und hatte 1697 einen Dekorationsauftrag bei der Hochzeit der Anna Maria Franziska von Sachsen-Lauenburg und des Gian Gastone de’ Medici im kurfürstlichen Schloss in Düsseldorf. 1698 war er im Paleis op de Dam in Amsterdam tätig. Ab 1699 hielt er sich in Mailand auf und heiratete 1703 die aus Scopa stammende Maria Caterina Topini. Ab 1700 arbeitete er auch für die Familie Alberganti in Varallo und wurde 1709 in die Bürgerschaft (Vicinanza) Varallos aufgenommen. In Varallo hatte er unter anderem den Auftrag für die Ausmalung der Kollegiatkirche San Gaudenzio.